# Državna cesta D45
D45 je državna cesta u Hrvatskoj. Ukupna duljina iznosi 43,6 km.